# حزب الوحدة الشعبية (تونس)
حزب الوحدة الشعبية، حزب تونسي ذو توجهات قومية واشتراكية أسس عام 1981.

## تاريخ الحزب
تعود الجذور الأولى لهذا الحزب إلى بداية السبعينات من القرن العشرين، إذ ظهرت أولا حركة الوحدة الشعبية التي أسسها سنة 1973 السيد أحمد بن صالح، غير أن شقا من مجموعته خرجت عنه في أواخر السبعينات محاولة احتكار الاسم الأول وقد عرفت هذه المجموعة على أعمدة الصحافة باسم حركة الوحدة الشعبية 2 (MUP 2) قبل أن تطلق على نفسها بعد ذلك اسم حزب الوحدة الشعبية للتميز عن الحركة الأم. وقد قاد المهندس محمد بلحاج عمر حزب الوحدة الشعبية لما يقرب من عشرين سنة. وانتقل به من السرية إلى القانونية. فقد حصل سنة 1981 على رخصة جريدة تحت عنوان الوحدة. وأسندت له تأشيرة العمل القانوني في 19 نوفمبر/تشرين الثاني 1983. انقسم الحزب بعد وصول بن علي إلى السلطة إلى تيارين واحد مساند للنظام الجديد يمثله الأمين العام وآخر تبنى إزاءه موقفا نقديا يقوده جلول عزونة و ما لبث أن انشق عن الحزب بعد مجلس مركزي للحزب ترشح فيه جلول عزونة للأمانة العامة ضد محمد بالحاج عمر وتم الحسم بالتصويت لصالح محمد بالحاج عمر بفارق صوت واحد وفي أوت 1988 حوكم جلول عزونة بتهمة «المس بكرامة رئيس الدولة» وصدر في حقه عام سجن قبل أن يفرج عليه بعد بضعة أشهر.
واصل الحزب بقيادة بلحاج عمر في تسعينات القرن العشرين في مساندته للسلطة التي كافئته بإسناده مقاعد في البرلمان وبتعيين عدد من أعضائه في مناصب دبلوماسية وعلى رأس مؤسسات عمومية. وقد دخل البرلمان منذ انتخابات 1994 بالحصول على مقعدين من المقاعد المخصصة لأحزاب المعارضة، وفي انتخابات 1999 تقدم الأمين العام للحزب محمد بلحاج عمر للانتخابات الرئاسية غير أنه حصل على أقل من واحد بالمائة من أصوات الناخبين. وقد عوضه على رأس الحزب محمد بوشيحة الذي حصل في انتخابات 2009 على نسبة 5 بالمائة من أصوات الناخبين. أما بالنسبة للانتخابات التشريعية، ففي عام2004 حصل الحزب -حسب النتائج المعلنة- على 152987 صوتا بما خول له الحصول على 11 مقعدا، وفي الانتخابات التي جرت في 25 أكتوبر 2009 حصل الحزب على 150639 أي بنسبة 3.39 بالمائة من الناخبين وهو ما خول له الحصول على 12 مقعدا من المقاعد المخصصة لأحزاب المعارضة. ولونه المميّز هو الرمادي. بعد الثورة التونسية أزيح محمد بوشيحة من موقع الأمانة العامة وعوضه حسين الهمامي في خطة منسق عام.
- أهم نشاط قام به الحزب في السنوات الأخيرة هو تنظيمه لمنابر للحوار تحت عنوان منبر التقدم، ويدعو لها باحثين وسياسيين من مشارب وانتماءات مختلفة لمناقشة بعض قضايا الساعة.

## مبادئ الحزب
من أهدافه التي أعلنها في نوفمبر/تشرين الثاني 1992 : «العمل على تحقيق الاكتفاء الذاتي لشعوبنا والتقليص شيئا فشيئا من التبعية الاقتصادية التي لا مبرر لها». وقد حافظ الحزب من خلال خطابه المعلن على نزعته الاشتراكية وتوجهه العروبي وتمسكه بالدور التوجيهي للدولة في الحياة الاقتصادية. لحزب الوحدة الشعبية علاقة جيدة مع بحزب البعث العربي الاشتراكي السوري.

## وصلات خارجية
- حزب الوحدة الشعبية
- بلوغ عن الحزب